# Cerdocyon thous
Il maikong (Cerdocyon thous Linnaeus, 1766) è un canide cerdocionino originario del Sud America ed è l'unico rappresentante del genere Cerdocyon. La IUCN lo classifica tra le specie a rischio minimo, poiché è relativamente comune in tutto il suo areale e, sebbene non vi siano stime precise sulla popolazione, i suoi numeri sono considerati stabili.

## Etimologia e nomi
Il nome generico Cerdocyon deriva dalla combinazione delle parole greche per "volpe" e "cane", mentre thous significa "sciacallo".
Il nome comune "maikong" deriva da maikang, un sostantivo di origine makuxi. La specie è conosciuta anche con altri nomi, tra cui karasissi, cerdocione, volpe dei boschi, volpe sciacallo e volpe cancrivora.

## Storia evolutiva
Si riteneva, sulla base di fossili frammentari, che la specie avesse avuto origine circa 5,3 milioni di anni fa in Nord America. Tuttavia, un'analisi delle sequenze delle regioni HV1 e HV2 del DNA mitocondriale del maikong e delle licalopecie ha rivelato che il maikong si è separato dalla stirpe delle licalopecie tra 1 e 3 milioni di anni fa, successivamente alla formazione dell'istmo di Panama. Inoltre, i fossili precedentemente attribuiti alla specie in Nord America appartenevano con maggiore probabilità agli urocioni.
Questo albero filogenetico si basa su una filogenesi proposta nel 2005, derivata dall'analisi del genoma mitocondriale delle specie odierne:
|  | Speoto                                                    |
|  |                                                           |
|  | \| \| Crisocione \| \| \| \| \| \| †Dusicione \| \| \| \| |
|  |                                                           |
|  | Crisocione                                                |
|  |                                                           |
|  | †Dusicione                                                |
|  |                                                           |

|  | Crisocione |
|  |            |
|  | †Dusicione |
|  |            |

|  | Atelocino                                               |
|  |                                                         |
|  | \| \| Maikong \| \| \| \| \| \| Licalopecie \| \| \| \| |
|  |                                                         |
|  | Maikong                                                 |
|  |                                                         |
|  | Licalopecie                                             |
|  |                                                         |

|  | Maikong     |
|  |             |
|  | Licalopecie |
|  |             |

|  | Speoto                                                    |
|  |                                                           |
|  | \| \| Crisocione \| \| \| \| \| \| †Dusicione \| \| \| \| |
|  |                                                           |
|  | Crisocione                                                |
|  |                                                           |
|  | †Dusicione                                                |
|  |                                                           |

|  | Crisocione |
|  |            |
|  | †Dusicione |
|  |            |

|  | Atelocino                                               |
|  |                                                         |
|  | \| \| Maikong \| \| \| \| \| \| Licalopecie \| \| \| \| |
|  |                                                         |
|  | Maikong                                                 |
|  |                                                         |
|  | Licalopecie                                             |
|  |                                                         |

|  | Maikong     |
|  |             |
|  | Licalopecie |
|  |             |

|  | Speoto                                                    |
|  |                                                           |
|  | \| \| Crisocione \| \| \| \| \| \| †Dusicione \| \| \| \| |
|  |                                                           |
|  | Crisocione                                                |
|  |                                                           |
|  | †Dusicione                                                |
|  |                                                           |

|  | Crisocione |
|  |            |
|  | †Dusicione |
|  |            |

|  | Atelocino                                               |
|  |                                                         |
|  | \| \| Maikong \| \| \| \| \| \| Licalopecie \| \| \| \| |
|  |                                                         |
|  | Maikong                                                 |
|  |                                                         |
|  | Licalopecie                                             |
|  |                                                         |

|  | Maikong     |
|  |             |
|  | Licalopecie |
|  |             |

|  | Speoto                                                    |
|  |                                                           |
|  | \| \| Crisocione \| \| \| \| \| \| †Dusicione \| \| \| \| |
|  |                                                           |
|  | Crisocione                                                |
|  |                                                           |
|  | †Dusicione                                                |
|  |                                                           |

|  | Crisocione |
|  |            |
|  | †Dusicione |
|  |            |

|  | Atelocino                                               |
|  |                                                         |
|  | \| \| Maikong \| \| \| \| \| \| Licalopecie \| \| \| \| |
|  |                                                         |
|  | Maikong                                                 |
|  |                                                         |
|  | Licalopecie                                             |
|  |                                                         |

|  | Maikong     |
|  |             |
|  | Licalopecie |
|  |             |

## Descrizione

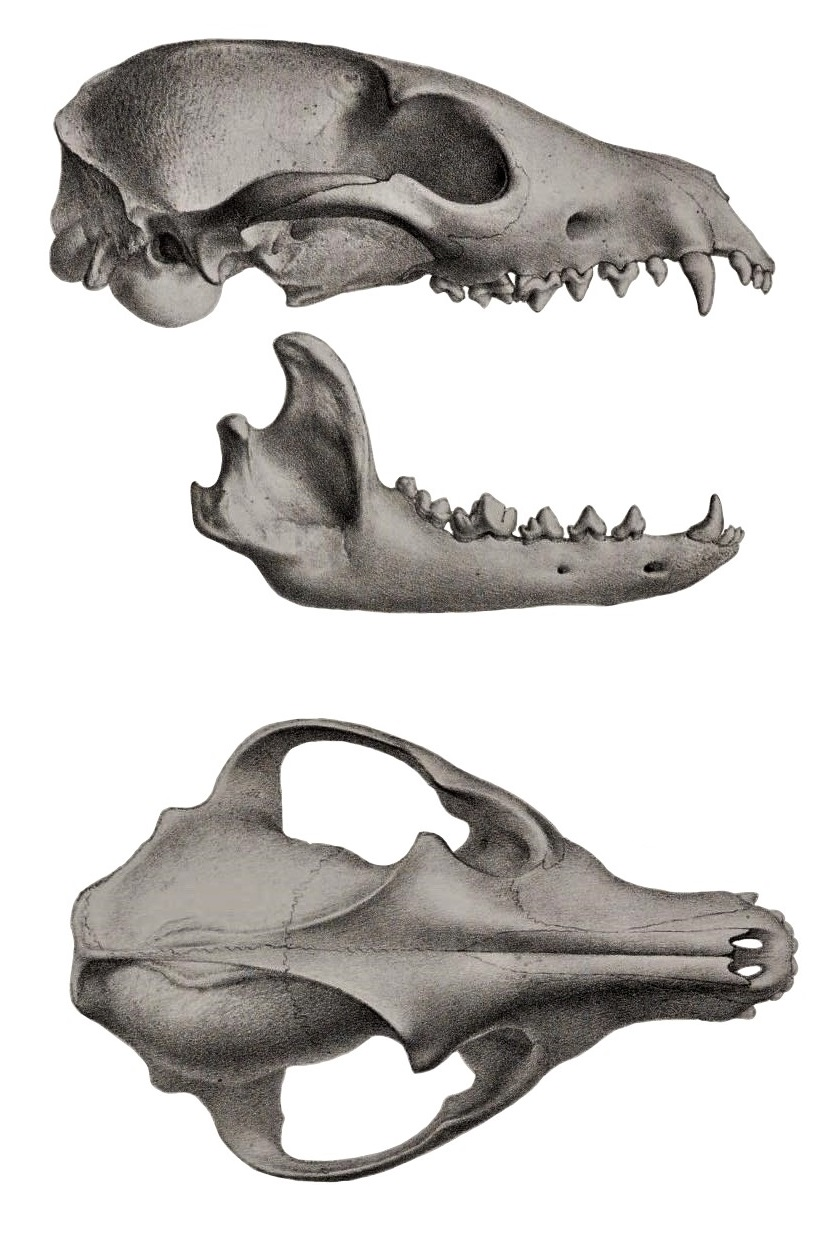
Illustrazione del cranio

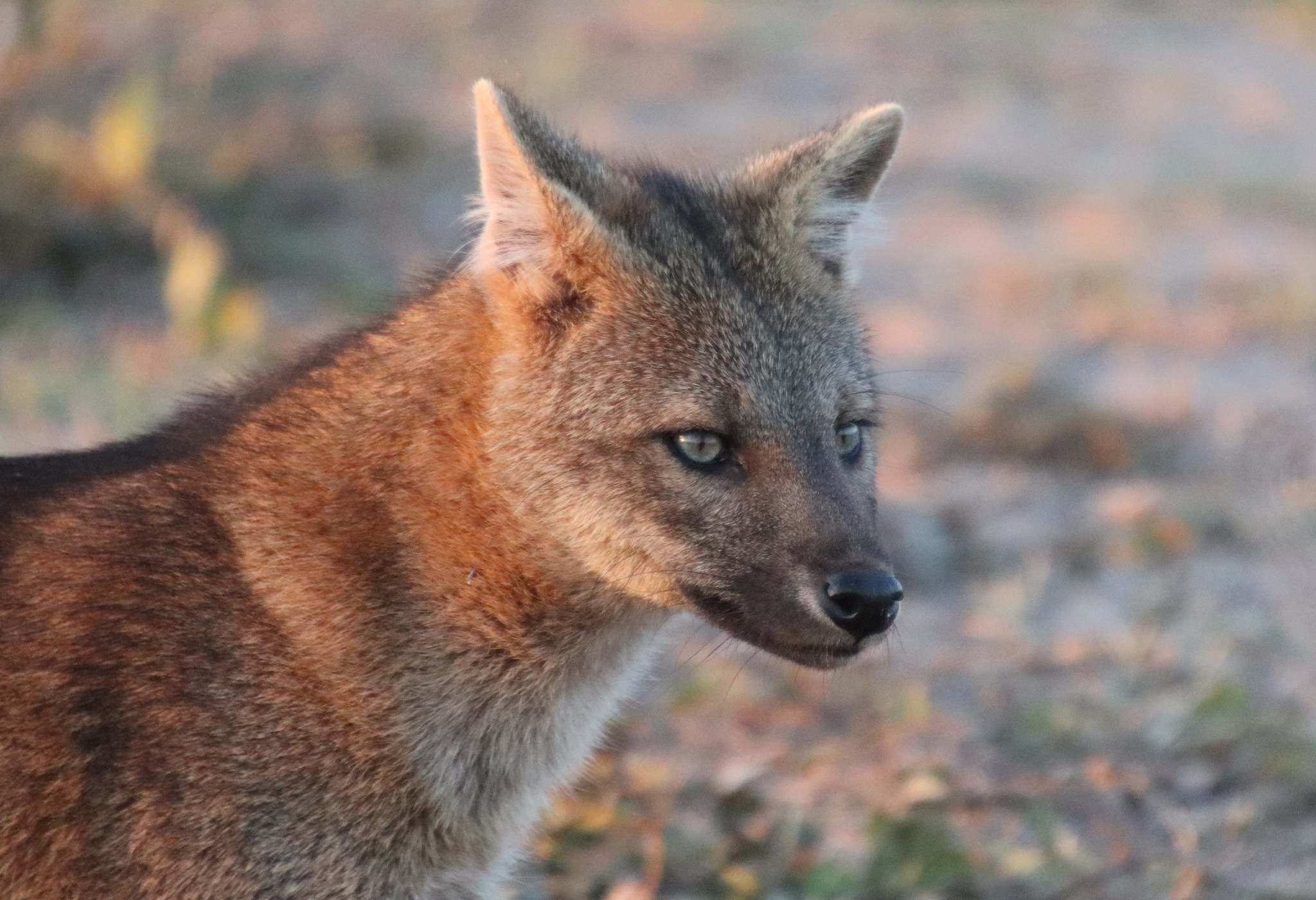
Testa

Il maikong è un canide di medie dimensioni, con un peso compreso tra 5 e 7 kg. Possiede una coda moderatamente folta, spesso scura alla base e con la punta nera. La testa è relativamente corta e snella, con un muso lungo e appuntito. I seni frontali sono larghi e i denti relativamente grandi, sebbene i canini non siano particolarmente lunghi. Il cieco è quasi dritto, a differenza degli altri canidi, nei quali è generalmente attorcigliato. Il colore della pelliccia varia generalmente dal grigio scuro al nero lungo la schiena, con fianchi e arti grigi o neri, talvolta caratterizzati da chiazze gialle o arancioni. La gola e il ventre variano dal crema al camoscio. La specie presenta una notevole variazione geografica, con individui quasi neri segnalati nel Venezuela settentrionale, Amazzonia e Brasile centrale, mentre nelle pianure venezuelane si osservano esemplari grigio argentati, e nel Ceará individui dal mantello grigio-giallastro fulvo chiaro.
Il maikong è un animale monogamo e vive in coppia con i propri cuccioli, che possono rimanere con i genitori fino a oltre un anno d'età. La dimensione del territorio varia stagionalmente, con una notevole contrazione durante la stagione delle piogge, probabilmente in risposta all'aumento delle risorse alimentari. La specie si riproduce una volta all'anno e entrambi i genitori si prendono cura della prole. La gestazione dura tra 52 e 59 giorni, e alla nascita i cuccioli pesano tra 120 e 160 grammi. Iniziano a consumare cibo solido dopo 16-20 giorni e sviluppano il mantello adulto dopo 45 giorni. Una volta cresciuti, lasciano i genitori tra i 18 e i 24 mesi. Il maikong di norma non scava la propria tana, preferendo riposare e allevare i cuccioli in boscaglia fitta. Tuttavia, è stato osservato talvolta occupare tane abbandonate di armadilli.
I maikong sono piuttosto vocali. Se separati dalla famiglia, ristabiliscono il contatto attraverso vocalizzi acuti, simili ai cinguettii degli uccelli. In caso di minaccia, emettono ringhi stridenti o soffi. Il naturalista William Beebe descrisse i versi notturni dei maikong come "strilli acuti", paragonandoli ai "gemiti prolungati di una persona in agonia."

## Ecologia

### Habitat
Il maikong occupa una vasta gamma di habitat, tra cui paludi, savane, cerrado, caatinga, zone di transizione tra Gran Chaco, cerrado e caatinga, boscaglie, boschi, foreste aride e semi-decidue, foreste a galleria, foresta atlantica, boschi di Araucaria, savane isolate all'interno della pianura amazzonica e foreste montane. Sono state segnalate sue presenze fino a 3000 metri s.l.m. Si adatta bene alla deforestazione e allo sviluppo agricolo e orticolo. Nelle regioni aride del Chaco, in Bolivia, Paraguay e Argentina, la sua presenza è limitata alla periferia boscosa e alle zone aperte.

### Dieta

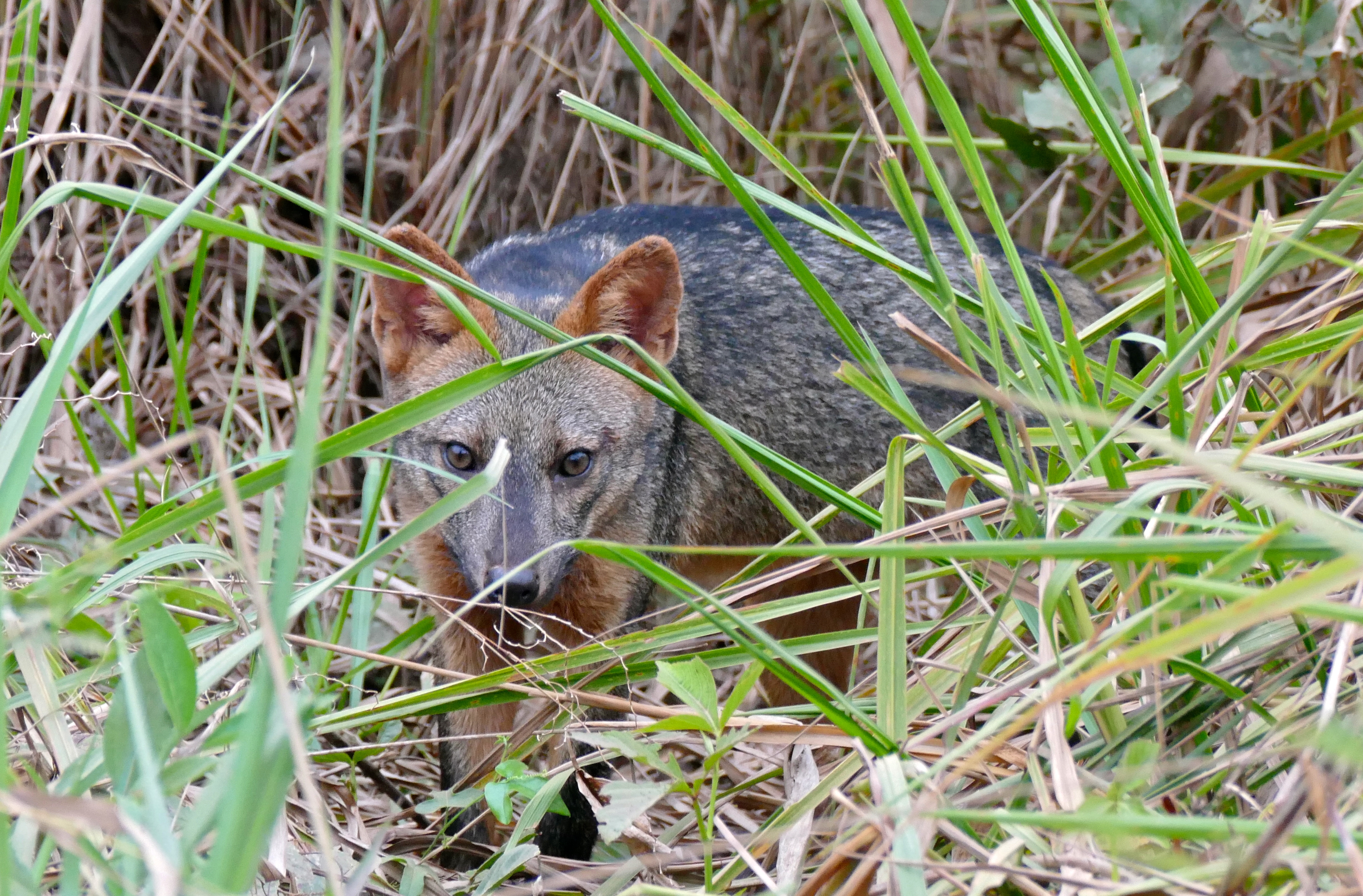
Maikong in una pianura alluvionale, Mato Grosso, Brasile

Il maikong è una specie onnivora e opportunista, con una dieta che comprende frutta, insetti, anfibi, crostacei, uccelli e carogne. Nelle aree antropizzate, gran parte della sua alimentazione è costituita da frutti coltivati, pollame domestico e rifiuti. Sull'isola di Marajó, è stato osservato mentre ingeriva ghiaia, probabilmente per estrarne i minerali. Inoltre, svolge un ruolo importante nella dispersione dei semi di numerose piante sia selvatiche che coltivate.

### Nemici e concorrenti
Il maikong è preda di vari carnivori e rettili. È stato segnalato che venga ucciso e consumato da anaconda, ocelotti e cani domestici, mentre è probabile che sia predato anche da jacarè, caimani dal muso largo, giaguari e puma.

### Malattie e parassiti
Le malattie del maikong sono poco studiate. Sono stati segnalati alcuni casi di rabbia e cimurro, entrambi riconducibili al contatto con cani domestici, e potrebbe avere un ruolo limitato nella diffusione di Leishmania infantum. In cattività, alcune morti sono state attribuite a scabbia, echinococcosi, malattie respiratorie, infestazioni da ectoparassiti e meningite.

## Areale
Il maikong è una specie relativamente comune, con un'ampia distribuzione geografica che si estende dalle regioni costiere e montane della Colombia e del Venezuela settentrionale, scendendo verso sud fino alla provincia di Entre Ríos e alla parte adiacente di Buenos Aires, in Argentina. A ovest, il suo areale si estende dalle colline orientali delle Ande in Bolivia e Argentina fino alle foreste atlantiche del Brasile orientale. Nella pianura amazzonica, il suo areale centrale è limitato alle regioni a nord-est del Rio delle Amazzoni e del Rio Negro, a sud-est del Rio Amazon e del Rio Araguaia, e a sud del Rio Beni, in Bolivia. Nel 1999, la specie è stata segnalata per la prima volta in Panama, mentre ulteriori espansioni dell'areale sono state registrate in Venezuela e Brasile nel 2013, in Argentina nel 2010 e in Colombia nel 2015, con una possibile presenza anche in Ecuador.

## Rapporti coll'uomo
Il maikong è considerato un animale nocivo per il pollame e gli agnelli, motivo per cui è spesso catturato, abbattuto con armi da fuoco o avvelenato senza distinzione. Fino ai primi anni Ottanta, una pelliccia di maikong valeva l'equivalente di 30 dollari americani in Bolivia. La specie è facilmente addomesticabile, e i cuccioli vengono frequentemente catturati e tenuti come animali da compagnia. In alcune zone del Brasile, alcuni contadini utilizzano le code di maikong come talismani contro i pipistrelli rabbiosi.